# Las aventuras de Gaby, Fofó y Miliki
Las aventuras de Gaby, Fofó y Miliki fue la primera etapa de la saga de espacios que realizaron Los Payasos de la tele para TVE.

## Reparto

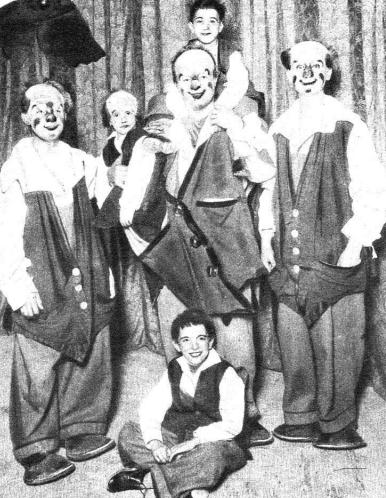
Una foto de 1930 donde aparecen Fofó y Miliki

- Gabriel Aragón Bermúdez es Gaby.
- Alfonso Aragón Bermúdez es Fofó.
- Emilio Aragón Bermúdez es Miliki.
- Alfonso Aragón Sac es Fofito.
- Fernando Chinarro es Sr. Chinarro

## Duración y emisora
El programa se emitía de lunes a viernes a las 15:30 en TVE. 
- Datos: Q5970232